# إليزابيث حلمو
إليزابيث حلمو (بالنرويجية: Elisabeth Hilmo)‏ (و. 1976  م) هي لاعبة كرة يد نرويجية، ولدت في تروندهايم، شاركت في الألعاب الأولمبية الصيفية 2000، مركز لعبها هو محور.

## روابط خارجية
- إليزابيث حلمو على موقع الاتحاد الأوروبي لكرة اليد (الإنجليزية)
- إليزابيث حلمو على موقع الاتحاد النرويجي لكرة اليد (النرويجية)
- إليزابيث حلمو على موقع أوليمبيديا (الإنجليزية)